# Dactylokepon semipennatus
Dactylokepon semipennatus är en kräftdjursart som beskrevs av M. Bourdon 1983. Dactylokepon semipennatus ingår i släktet Dactylokepon och familjen Bopyridae. Inga underarter finns listade i Catalogue of Life.